# Taxus chinensis
Taxus chinensis är en barrväxtart som först beskrevs av Pilg., och fick sitt nu gällande namn av Alfred Rehder. Taxus chinensis ingår i släktet idegranar och familjen idegransväxter. Inga underarter finns listade i Catalogue of Life.
Arten förekommer i Kina i provinserna Hubei, Zhejiang, Hunan, Fujian, Chongqing, Anhui, Shaanxi, Sichuan, Guangxi, Gansu, Yunnan och Guizhou samt i norra Vietnam. Ursprungliga bestånd växer i bergstrakter mellan 1100 och 2700 meter över havet. Taxus chinensis förekommer glest fördelad i skogar med andra barrträd och/eller med lövträd. Trädansamlingar där Taxus chinensis är det enda trädet är sällsynta. Andra barrträd i samma skogar är ofta Pseudotsuga sinensis, Pinus fenzeliana, Fokienia hodginsii, Tsuga chinensis, Podocarpus pilgeri, Nageia fleuryi och Xanthocyparis vietnamensis. Undervegetationen utgörs vanligen av täta buskar eller av lövträd med tätt lövverk på grund av det fuktiga klimatet i regionen. I Vietnam hittas arten i kalkstensformationer där bambu bildar det låga växtskiktet.
Barrträdets trä har många olika användningsområden, bland annat för möbler eller för träskulpturer. Sav från Taxus chinensis (till exempel från rötterna, barken och barren) brukas i den traditionella kinesiska medicinen. Dessutom utvinns läkemedlet Paklitaxel mot cancer som även kan erhållas från andra idegranar. Oljan från artens frön är ett botemedel mot giftiga alkaloider. Taxus chinensis används i regionen även som prydnadsväxt i trädgårdar eller som bonsai. Utanför området odlas arten sällan.
Antalet exemplar uppskattades året 2013 vara 800 000 varav 10 procent är full utvecklade individer. Enstaka träd kan bli 1000 år gamla. Populationen minskade sedan 1990-talet med cirka 50 procent på grund av intensivt bruk för läkemedelsproduktionen. IUCN listar Taxus chinensis därför som starkt hotad (EN). I Kina blev fällning av vilda exemplar året 2003 förbjuden och Vietnam inrättade ett skyddsprogram.